# Silvio de' Cavalieri
Silvio de' Cavalieri, riportato anche come Silvio Cavalieri, de Cavalieri o dei Cavalieri (Veroli, 4 ottobre 1641 – Roma, 11 gennaio 1717), è stato un arcivescovo cattolico e giurista italiano.

## Biografia
Silvio de' Cavalieri nacque a Veroli il 4 ottobre 1641, figlio del patrizio verolano Francesco de' Cavalieri e di Eugenia Viti. Persi entrambi i genitori in giovane età, fu allevato dallo zio Giovan Battista Pelosi, canonico della locale cattedrale, e avviato alla carriera ecclesiastica.
Dopo aver studiato filosofia e teologia, nel 1663 si trasferì a Roma dove, sotto la protezione del cardinale Giovanni Battista Maria Pallotta, si laureò in giurisprudenza per poi entrare a far parte del collegio dei procuratori del Sacro Palazzo Apostolico. In quegli anni si dedicò anche allo studio della letteratura e, avendo egli stesso velleità letterarie, il 2 luglio 1691 entrò nell'Accademia dell'Arcadia con il nome arcadico di Elmeto Alissio. Alcuni anni più tardi papa Innocenzo XII lo promosse a un incarico per obitum e gli concesse il priorato sulla basilica di Santa Maria in Via Lata per tre anni per poi nominarlo commissario della Camera apostolica e canonico della basilica vaticana.
La sua carriera curiale proseguì anche sotto papa Clemente XI, che negli anni seguenti lo nominò nell'ordine prelato domestico e referendario dell'una e dell'altra Segnatura, poi segretario della Congregazione di Propaganda Fide e consultore della Santa Inquisizione, nonché votante della Segnatura di grazia. Infine il 5 ottobre 1712 lo elevò ad arcivescovo, assegnandogli la sede titolare di Atene. Ricevette la consacrazione episcopale dalle mani del cardinale Ferdinando d'Adda il successivo 9 ottobre, co-consacranti gli arcivescovi Ferdinando Nuzzi e Sinibaldo Doria; nell'occasione ricevette anche l'iscrizione onoraria alla nobiltà di Urbino.
Morì improvvisamente a Roma l'11 gennaio 1717. Fu seppellito nella chiesa del palazzo di Propaganda Fide, accanto ai resti del cardinale Federico Baldeschi Colonna. Date le ridotte dimensioni della chiesa, la sua lapide fu invece posta nella basilica di Sant'Eustachio. Lasciò tutti i suoi beni, compresa una collezione di libri, al nipote Vittorio Giovardi, del quale era stato protettore e mentore sin dal 1709.

## Genealogia episcopale
La genealogia episcopale è:
- Arcivescovo Dominic Maguire, O.P.
- Cardinale Ferdinando d'Adda
- Arcivescovo Silvio de' Cavalieri